# ヨウォン
ヨウォン（ハングル表記：여원, 1996年3月27日 - ）は、韓国出身の歌手である。男性アイドルグループ「PENTAGON」のメンバー。

## 来歴
1996年3月27日、大田広域市で生まれる。スクールバンドで活動していた経験があり、バンドの大会に参加したこともある。
2016年、サバイバル番組であるPENTAGON MAKERを経て、PENTAGONのメンバーとしてデビュー。

## ディスコグラフィー

### コラボレーション
- You Are [ジノ, フイ, ホンソク, シノン, ヨウォン, イェナン, キノ]（2016年） - 『PENTAGON』収録

### OST
- Dancing Flower Scholar" (댄싱 꽃선비) with キム・ナニ（2016年）- 『Chosun Beauty Pageant』 OST Part 1–13

## 出演

### テレビドラマ
- 青春時代2（2017年、JTBC）
- 朝鮮美人別戦（2017年、KBS2）
- どうして家族（2020年、テレビ朝鮮）
- ミステリー音楽ショー 覆面歌王（2019年、MBC）

### ウェブドラマ
- スパーク（2016年、NEVER TV）
- お越しください、魔女商店（2019年）

・リビングにアイドルが住む